# Кркелич, Джордже
Джордже Кркельич (черног. Ђорђе Кркељић / Djordje Krkeljic; 10 сентября 1990) — черногорский футболист, нападающий.

## Карьера
Джорджа начал футбольную карьеру в академии ФК «Младост». В 2010 году подписал профессиональный контракт с клубом и стал играть в основном составе. Дебют состоялся 29 сентября в домашнем матче против «Могрена». Кркелич вышел на поле на 51-й минуте, заменив Милоша Рашича. На 88-й минуте Джордже получил горчичник от главного рефери Дарко Гашича. В итоге матч завершился ничьей со счётом 2:2. Первый гол в карьере Кркельич забил в своём третьем матча за «Младост» против «Будучности». Памятное для игрока события произошло на 89-й минуте встречи. Забив этот мяч, Джордже спас свою команду от поражения. Всего за «Младост» Кркельич сыграл 24 матча и забил 4 гола.
В январе 2012 года перешёл в клуб второй по значимости лиги Израиля «Хапоэль Раанана» на правах аренды. Дебют Джордже в новом клубе состоялся 11 февраля в домашнем матче против «Маккаби Умм Аль-Фахм». Кркелич вышел на поле в стартовом составе израильского клуба. В этом же поединке, Джордже забил гол на 43-й минуте, который так и остался единственным в матче. А на 45-й Кркельич получил жёлтую карточку. Игра закончилась для футболиста на 59-й минуте: он был заменён. Всего за израильский клуб Джордже провёл 8 матчей и забил 2 гола.
Кркельич провёл в Израиле совсем не много времени — полгода и в июле вернулся в Черногорию играть за плевлинский «Рудар». Дебютировал футболист в новой команде в гостевом матче первого тура чемпионата против ФК «Единство». Он вышел на поле на 86-й минуте, заменив Миленко Нерича. Первый гол за «Рудар» Джордже забил 21 октября 2012 года в ворота «Морнара» на 81-й минуте. Итоговый счёт матча 3:2 в пользу «Рудара». Особо запомнился болельщикам дубль Кркельича в игре против «Ловчена». Два мяча были забиты футболистом на протяжении пяти минут (80' и 84'). В результате Рудар разгромил соперника со счётом 3:0.
В кубке Черногории провёл 1 матч, играя за Младост против «Петроваца». «Младост» уступила со счётом 1:3.